# Audioteket
Audioteket er et forlag, der blev grundlagt i 2000. 
Forlaget har specialiseret sig i lydbøger inden for specielt skønlitteratur, krimi og biografier.

## Ekstern henvisning
- Audioteket – officiel website Arkiveret 25. april 2019 hos  Wayback Machine